# Fernando Serrano Uribe
Fernando Serrano Uribe est un homme d'État et ancien président des Provinces-Unies de Nouvelle-Grenade.